# Elamitiska
Elamitiska är ett utdött språk som talades i det forntida riket Elam i nuvarande sydvästra Iran omkring 3000–300 f.Kr. Det har inte kunnat visas att elamitiskan är besläktad med något annat språk. Den hör varken till de semitiska språken (som exempelvis akkadiskan) eller till de indoeuropeiska språken (som till exempel hettitiskan och fornpersiskan). Den är med säkerhet inte heller besläktad med grannspråket sumeriskan. Många forskare betraktar elamitiskan som ett isolatspråk, men vissa hävdar att det finns ett släktskap med de dravidiska språken på Indiska halvön inom en hypotetisk elamo-dravidisk språkfamilj. En annan hypotes är att det tillhörde en större språkgemenskap med Centralasien innan indoeuropeiska folk bosatte sig där och trängde undan elamitiskans föregångare. En tredje är att elamitiskan är besläktad med de afro-asiatiska språken, vilket trots allt skulle göra den till en avlägsen släkting till sina semitiska grannar.
Den proto-elamitiska skriften, som började användas omkring 3200 f.Kr, har hittills inte kunnat tydas. Från omkring 2400 f.Kr. och fram till cirka 350 f.Kr. finns elamitiska texter skrivna med kilskrift. Dessa texter utgör alltså sammanlagt en tvåtusenårig tradition. Av de tre olika skriftsystemen har två utvecklats från mesopotamiska skriftsystem, medan den tredje ("streckskriften") är en elamitisk uppfinning. Elamitiskan levde vidare som ett officiellt språk i Perserriket, men försvann sedan för att ersättas med iranska språk.
Vetenskapen om det elamitiska språket, kulturen och historien kallas elamistik.

## Elamiterna
Elamiterna spelade åtminstone från början av tredje årtusendet f.Kr. en viktig roll i sydvästra Iran, ungefär i området för nuvarande Khuzestan, Luristan, Ilam och de centrala Zāgros-bergen. Huvudorter var Anshan (idag Tall-i Malyan) och Susa (dagens Shush). Den ekonomiska basen för utvecklingen av elamitiska stater var den dåvarande stora fruktbarheten i Susiana och dess tidiga betydelse som genomgångsområde för handelsvägarna från Mesopotamien till Iran och till Indusdalen. Den elamitiska historien är präglad av ständig politisk, militär och även kulturell växelverkan med grannstaterna i Mesopotamien, som i långa faser utövade överhöghet över det elamitiska området och kulturellt oftast var den "givande" parten. Ändå kunde elamiterna på många områden bevara sin självständighet gentemot Mesopotamien, till exempel i ett mycket speciellt system för tronföljd, i sin användning och anpassning av mesopotamisk kilskrift och genom att behålla sitt språk fram till långt in på första årtusendet f.Kr.

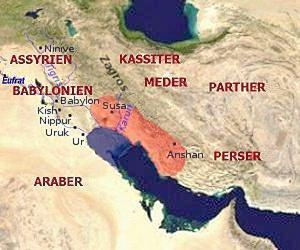
Kartan visar området för landet Elam (i rött).

Det elamitiska namnet på landet Elam var haltamti eller hatamti, vilket på sumeriska blev till elama, på akkadiska till elamtu och på hebreiska till  'elam. Elamiternas egen beteckning för sitt språk är inte bevarad. Den vanliga moderna beteckningen elamitiska (engelska och franska elamite) härrör från A. Sayce, som 1874 efter akkadisk förebild präglade beteckningen elamite för folket och språket.

## Historik
Elams historia är ofullständigt känd. Det finns relativt få historiska texter på elamitiska, och för vissa tidsperioder kan Elams historia främst utläsas från mesopotamiska (sumeriska, akkadiska, assyriska och babyloniska) källor. Förenklat kan elamitiskans historia indelas i fem perioder.
Från den protoelamitiska tiden, ungefär 3100-2600 f.Kr., finns det ännu inga direkta språkliga bevis för elamiterna. Den gammalelamitiska perioden, som följde den protoelamitiska, utgjorde kulturellt en direkt fortsättning på denna period, vilket talar för att även det folk som uppbar den protoelamitiska kulturen var elamiter. Under denna period utvecklades, efter förebild från den endast något äldre sumeriska skriften, den hittills odechiffrerade "protoelamitiska bildskriften" som användes för ekonomisk förvaltning. Fynden kommer framför allt från tiden 3050 till 2800 f.Kr.
Den gammalelamitiska tiden, ungefär 2600–1500 f.Kr., omfattar de elamitiska dynastierna Anwan, Simaš och epartiderna. Sedan Akkadriket (2340–2200) förstärktes det mesopotamiska inflytandet i Elam. Efter en kort självständighet under kung Puzur-Inšušinak (omkring 2200) vann den sumeriska Ur-III-dynastin omkring 2100 åter överhögheten, medan elamiterna hade en avgörande roll i att åstadkomma slutet för just denna dynasti. Även gentemot Hammurabi-riket och dess efterföljare (1900–1600 f.Kr.) behöll Elam en relativ oavhängighet under epartider-dynastin. Under den gammalelamitiska perioden utvecklade elamiterna sin självständiga "streckskrift" (endast använd en kort tid omkring 2200) och antog den mesopotamiska kilskriften, som de under tidens lopp starkt förändrade (se nedan för detaljer om de elamitiska skriftsystemen).
Den medelelamitiska perioden omfattar ungefär tidsrymden 1500-1000 f.Kr. under dynastierna igehalkiderna och Šutrukiderna, Den hade en glänsande höjdpunkt under Untaš-Napiriša med grundandet av huvudstaden Dur-Untaš (idag Chogha Zanbil) som har den antagligen bäst bevarade ziqquraten i hela Främre Orienten. Babylonierna under Nebukadnessar I avslutade denna fas.
Under den nyelamitiska perioden, ungefär 1000-550 f.Kr., fann Elam en sista höjdpunkt i det så kallade nyelamitiska riket (760–640), som – sedan det försvagats genom att iranska folk trängt in i elamitiska områden – slutligen upplöstes av assyrien. 
Under den akemenidiska perioden 550–330 f.Kr. blev Elam en viktig beståndsdel av akemeniderriket, och dess språk var ett av fyra statsspråk (tillsammans med persiska, babyloniska och arameiska). I Persepolis och Susa förvaltade framför allt elamitiska skrivare statskansliet, och bokhållandet fördes i stor utsträckning på elamitiska. Den tidigare elamitiska huvudstaden Susa blev med nya stora palats ett förvaltningscentrum för det akemenidiska riket. Medan den skriftliga elamitiska traditionen avbröts 350 f.Kr., talades elamitiskan sannolikt ännu fram till slutet av första århundradet e.Kr. i Khuzistan. Beläggen för detta är dock omstridda.

## Skrift och dechiffrering

### Protoelamitisk bildskrift
Kort efter att skriften uppfanns bland sumererna finner man även i Elam från 3050 till 2800 f.Kr. en skriftform som är mycket lik den något äldre tidiga sumeriska kilskriften från Uruk. Liksom denna använder den nästan enbart ord- och taltecken. Denna skrift kallas den protoelamitiska bildskriften. Huvudfyndort är Susa med 1 600 lertavlor. Enstaka fynd har gjorts i hela sydvästra Iran och även utspritt i östra Iran. Skriften har hittills inte kunnat dechiffreras, men tavlorna liknar till sin struktur och sannolikt även till innehållet de tidiga sumeriska tavlorna, som uteslutande användes för ekonomiska förvaltningsändamål. Den protoelamitiska skriften innehåller ungefär 1 000 tecken, vilka förekommer i runt 5 000 varianter. 
Talsystemet i dessa inskrifter är ytterst komplext. Olika enheter används beroende på vilka objekt som räknas, ungefär som i Uruk-texterna. Arbetena av Peter Damerow och Robert K. Englund ger följande olika talmodi:
Olika talsystem i den protoelamitiska skriften
| Objektstyper         | Grundsystem     | Använda enheter                             |
| -------------------- | --------------- | ------------------------------------------- |
| människor, djur      | decimal         | 1 - 10 - 100 - 1 000 - 10 000               |
| diskret icke-levande | sexagesimal     | 1 - 10 - 60 - 600 - 3 600                   |
| spannmålsransoner    | (bi)sexagesimal | 1 - 10 - 60 - 120 - 1 200                   |
| rymdmått (spannmål)  | blandad         | 1 - 2 - 4 - 12 - 24 - 60 - 360 - 3 600 etc. |
| ytmått               | blandad         | 1 - 6 - 18 - 180                            |

Eftersom det inte används olika tecken för varje enhet av de olika talsystemen, beror de enskilda mängdtecknens talvärde på i vilket system de uppträder. 
Att säkert tillskriva elamiterna dessa texter vore knappast möjligt, till och med vid en fullständig dechiffrering, på grund av den höga andelen språkoberoende ideogram. Läget för dechiffrering av denna skrift har beskrivits utförligt i Robinson 2002. På senare tid verkar ett genombrott vara på gång vid Oxfords Universitet, där Jacob Dahl leder arbete, som hittills lyckats tyda 1200 separata tecken (2012). Bedömningen är att skriften kan vara helt avkodad inom två år.

### Elamitisk streckskrift
Under 23:e århundradet utvecklade elamiterna en självständig stavelseskrift, som på grund av det linjära utförandet kallas "streckskrift" (engelska Linear Elamite). 1961 offentliggjorde iranisten och elamisten i Göttingen W. Hinz grunddragen av en dechiffrering av denna skrift. Han utgick då från en elamitisk läsning av dessa texter, vilket det berättas om i Hinz 1962, 1964 och 1969. Denna dechiffrering skedde på basis av en akkadisk-elamitisk tvåspråkig inskrift, den så kallade steninskrift A. För dechiffreringen användes läsning av egennamn ("Inšušinak", "Susa") och kännedom om elamitiskan från de tidigare dechiffrerade nyelamitiska och akemenidiska kungainskrifterna. Den är dock inte erkänd av alla experter. Texter på elamitisk streckskrift är knappa och nästan alltid begränsade till Puzur-Inšušinaks regeringstid i slutet av 23:e århundradet. Hittills har ungefär 20 sten- och tegelinskrifter och en inskrift på en silvervas hittats. Dessa inskrifter är oftast helgelseinskrifter.
Skriften har endast 103 teckenformer, av vilka 40 dessutom är belagda endast en gång, varför det från första början låg nära till hands att tolka dem som en ren stavelseskrift (ord-stavelse-skrifter som den mesopotamiska kilskriften använder en väsentligt större teckenuppsättning). Som exempel citeras den elamitiska text som W. Hinz anlitade för dechiffreringen i hans läsning och med hans interlinearöversättning (numreringen motsvarar spalterna i denna inskrift):
Elamitisk streckinskrift (så kallad stenskrift A, efter Hinz 1969):
(1) te-im-tik-ki nap in-šu-ši-na-ik un-ki
(2) u ku-ti-ki-šu-ši-na-k zunkik hal-me ka
(3) hal-me-ni-ik šu-si-im-ki
(4) ši-in-pi-hi-iš-hu-ik
(5) ša-ki-ri nap-ir lik hi-an ti-la-ni-li
Interlinearöversättning:
(1) Till herren gud Inšušinak, har denna trä(påle)
(2) jag, Kutik-I(n)šušinak, kung av landet (Elam),
(3) landarvinge till Susa,
(4) av Šinpi-hišuk
(5) son, gudomen som donation till templet tillägnat.
Anmärkning: Namnet "Kutik-I(n)šušinak" läses idag allmänt som "Puzur-Inšušinak".

### Kilskrift
Parallellt med streckskriften och framför allt efter 2200 f.Kr. slog den sumerisk-akkadiska kilskriften i ökande grad igenom även i Elam, men de flesta texterna skrevs ännu en tid på akkadiska (skrivarna var möjligen akkader). Från medelelamitisk tid förenklade elamiterna mer och mer den mesopotamiska kilskriften genom att reducera antalet tecken. Man eftersträvade enkla tecken med så få kilar som möjligt och lät till stor del ideogrammen (logogram, ordtecken) utgå för att ersättas av en nästan helt fonetisk stavelseskrift. För en och samma stavelse användes i regel endast ett tecken (se följande tabell). Därmed lyckades elamiterna skapa en självständig, väsentligt mer "logisk" och enklare form av kilskriften, som ändå knappast kunde återge den elamitiska fonetikens "finesser" (till exempel konsonantkluster, nasalering och dubbelkonsonanter) adekvat. I akemenidisk tid hade den elamitiska kilskriften slutligen endast 132 tecken, däribland 27 ideogram och determinativer. De grafiska skillnaderna mellan de elamitiska kiltecknen och deras mesopotamiska föregångare (som ändå oftast har kunnat identifieras) är betydande. 
De sent nyelamitiska och akemenidisk-elamitiska stavelsetecknen
| Ka    | Ke | Ki | Ku      | aK   | iK     | uK   |
| ----- | -- | -- | ------- | ---- | ------ | ---- |
| ba    | be | .  | .       | .    | .      | .    |
| pa    | .  | pi | pu      | ap   | ip,íp  | .    |
| .     | .  | gi | .       | .    | .      | .    |
| ka4   | .  | ki | ku      | ak   | ik     | uk   |
| .     | te | ti | tu, tu4 | at   | it     | ut   |
| da    | .  | .  | du      | .    | .      | .    |
| sa    | .  | si | su      | as   | is     | (us) |
| za    | .  | zi | .       | .    | .      | .    |
| šá,šà | še | ši | šu      | áš   | iš     | .    |
| ma    | me | mi | mu      | am   | im     | um   |
| na    | .  | ni | nu      | an   | in, en | un   |
| la    | .  | li | lu      | .    | el?    | ul   |
| ra    | .  | ri | ru      | (ar) | ir     | ur   |
| ha    | .  | hi | hu      | Vh   | Vh     | Vh   |

Anmärkning: /Vh/ betyder att detta tecken står för stavelserna /ah, ih, uh/. Accenter respektive siffror visar olika kilskriftstecken med samma ljudvärde. Endast för stavelserna /ip, ša/ och /tu/ används två olika tecken. Den sena elamitiska skriften återger alltså språkets stavelser nästan entydigt, i motsats till den sumeriska och den akkadiska skriften. (För frånvaron av åtskillnad mellan "tonande" och "tonlös" se avsnittet om fonologi.)
Förutom stavelsetecknen i tabellen fanns det fem vokaltecken 
/a, e, i, u, ú/ och några KVK-tecken (tecken med ljudvärdet konsonant-vokal-konsonant). Hur dessa lästes var dock inte entydigt bestämt, som visas av varianterna tup-pi-ra och ti-pi-ra "skrivare". Ibland fastläggs KVK-tecken med "förklarande skrivningar", till exempel tan-an jämte tan och da-an samt gal-li och gal-lu jämte gal.

### Dechiffrering

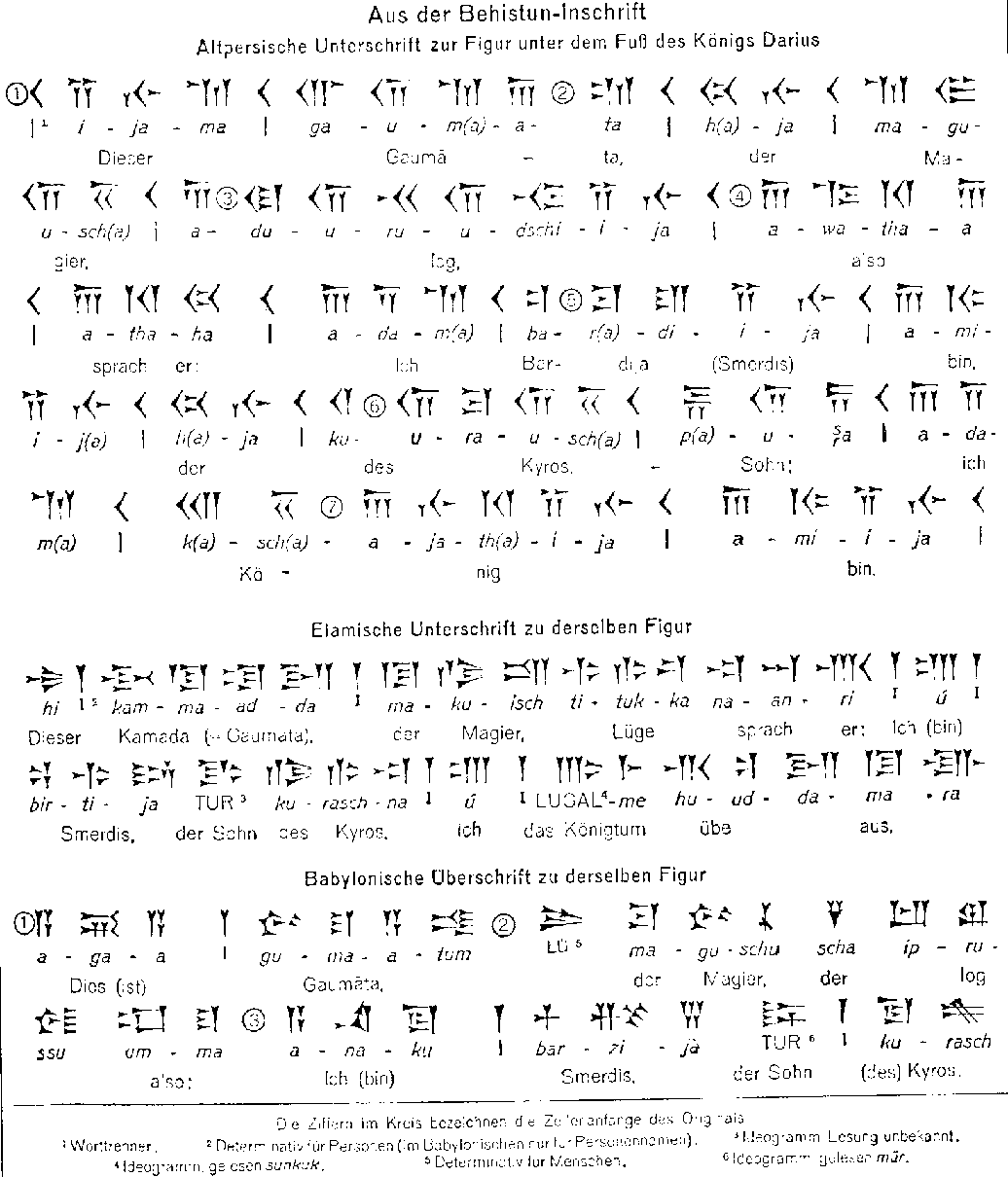
Tydning av en del av Behistuninskriften

Grundvalen för dechiffreringen av alla kilskrifter, och därmed även andra fornorientaliska skriftsystem, var Dareios I:s stora trespråkiga inskrift i Behistun från år 519 f.Kr. på elamitiska, fornpersiska och babyloniska. Sedan Georg Friedrich Grotefend och hans efterföljare först hade dechiffrerat den fornpersiska bokstavskilskriften och tytt den fornpersiska texten (på ett språk som är nära besläktat med avestiskan), var Behistuninskriften användbar för dechiffrering av andra skrifter. 
Närmast till hands var att undersöka den andra delen av inskriften, då denna skriftform använde endast 111 olika tecken och därmed var väsentligt enklare än den tredje skriften med dess flera hundra tecken. (Som man idag vet var den tredje skriften den babyloniska kilskriften, som kunde dechiffreras först senare med hjälp av dechiffreringen av den elamitiska skriften.) Med endast 111 tecken låg det nära till hands att denna andra skrift (som kom att visa sig vara den nyelamitiska kilskriften) i det väsentliga utgjorde en stavelseskrift. Grotefend upptäckte 1837 att maskulina personnamn kännetecknades med en framförställd lodrät kil. Det öppnade dörren till grundidén för dechiffreringen, nämligen jämförelse av egennamn (en idé som redan Jean-François Champollion hade använt vid dechiffreringen av de egyptiska hieroglyferna). Efter det fullständiga offentliggörandet av den elamitiska versionen av inskriften 1853 hade man 90 egennamn till förfogande. Genom att jämföra dessa med namnen i den fornpersiska texten kunde man bestämma de flesta nyelamitiska tecknens stavelsevärden. Med hjälp av översättningen av den fornpersiska versionen kunde då även betydelsen av ungefär 700 elamitiska ord fastställas och grunddragen i den elamitiska grammatiken klargöras.
På basis av den nu relativt väl kända nyelamitiska skriften och språket kunde efter hand genom jämförelse och kombination även de äldre elamitiska kilinskrifterna läsas och tydas. Den medelelamitiska kilskriften innehåller ännu fler determinativer och ideogram än den nyelamitiska och är sammantaget mer komplicerad. Bara i några få obetydliga fall kunde man få hjälp genom tvåspråkiga akkadisk-elamitiska texter. Det inskränkta ordförråd som inhämtats genom den akemenidisk-nyelamitiska kungainskriften räckte inte för att utläsa det mycket mer omfångsrika ordförrådet i forn- och medelelamitiska inskrifter. De språkliga förändringar som skett under en tidsrymd på mer än tusen år ledde också till betydande svårigheter med att tyda de äldre texterna. Det finns fortfarande elamitiska texter där vartannat ord eller hela satser inte kan tolkas.

## Bevarade texter
Sammantaget står de bevarade elamitiska texterna i kvalitet och kvantitet långt efter de sumeriska och akkadiska texterna. Trots att det idag kan läsas relativt problemfritt är det bevarade elamitiska materialet inte tillräckligt omfångsrikt och mångsidigt för att kunna ge en omfattande förståelse. I synnerhet har man knappt genomfört en uttolkning av ordförrådet. Endast ungefär 700 elamitiska ord är med säkerhet uttydda. Så länge man inte hittar någon större sumerisk-elamitisk, akkadisk-elamitisk eller fornpersisk-elamitisk ordlista kommer denna situation inte att ändras. Ändå är det efterlämnade elamitiska materialet så omfångsrikt att det ger en relativt klar bild av elamitiskans grammatik och språkstruktur.
De flesta elamitiska texter härstammar från de nuvarande sydvästiranska provinserna Khuzestan och Fars. De viktigaste fyndplatserna är Susa, Persepolis och Anshan (dagens Tall-i Malyan). Dessa texter uppstod i tidsrymden mellan det 24:e och det 4:e århundradet f.Kr. Akemenidiska flerspråkiga monumentalinskrifter, som innehåller elamitiska inslag, finns i västra Iran och östra Turkiet i området kring Vansjön. Dessa härstammar från tiden från 520 till 450 f.Kr. Elamitiska lertavlor från 6:e århundradet f.Kr. har påträffats, förutom i Iran, i Nineve (vid dagens Mosul) och i de urarteiska fästningarna i östra Turkiet och Armenien. Vissa elamitiska lertavlefragment från denna tid kommer till och med från Kandahar i dagens Afghanistan.
De flesta kilskriftstexter från gammalelamitisk tid (ungefär 2400–1500) är skrivna på akkadiska eller sumeriska och endast ett fåtal på elamitiska. Till dem hör tre fragmentariska elevtexter – som man i vidaste mening kunde kalla "litterära" –,  ett fördrag mellan en okänd elamitisk kung och den akkadiske kungen Naramsin (från 23:e århundradet, översättning se Koch 2005) och fyra elamitiska kungainskrifter från 18:e århundradet. Dessutom har elamitiska namn och enstaka ord bevarats i sumeriska och akkadiska texter. Ifall det blir slutgiltigt bevisat att streckskriften är elamitisk (se ovan) hör även dessa texter till det gammalelamitiska beståndet. 
De medelelamitiska texterna (1350-1100 f.Kr.) består till större del av korta kungainskrifter och förvaltningsdokument (175 texter mestadels från Susa, Dur-Untaš och Malyan i Fars), skrivna på tegelstenar, stelar, reliefer, statyer och votivföremål. Bland dem finns en enda tvåspråkig akkadisk-elamitisk bygginskrift och en längre fälttågsberättelse av kungen Šutruk-Nahhunte I (cirka 1185–1155). Elamitiska ord och titlar finns vid denna tid också på akkadiska inskrifter från Haft Tepe. Medelelamitiskan räknas som den "klassiska" perioden i elamitiskt språk och kultur.
Nyelamitiskan är representerad med helgelseinskrifter och förvaltnings- och rättstexter från 8:e till 6:e århundradet. Från tiden 750–650 f.Kr. kommer ungefär 30 kungainskrifter på tegelstenar och stelar från Susa och vissa klippinskrifter av lokala elamitiska härskare i Khuzestan. Från tiden efter 650 f.Kr. finns en liten grupp rättsliga texter och ett arkiv med 300 korta förvaltningstexter från Susa, samt dessutom enstaka brev från Susa, Nineve och Armavir Blur i Armenien bevarade.
Bäst bevarad är elamitiskan från akemenidertiden, framför allt (som nämnts) genom Dareios I:s och hans efterföljares flerspråkiga kungainskrifter. Dessa inskrifter på språken elamitiska, fornpersiska och babyloniska bildar ännu liksom förr de viktigaste dokumenten i elamistiken. Behistuninskriften bestod till en början endast av den elamitiska versionen, medan de två andra tillfogades något senare, vilket understryker elamitiskans särskilda betydelse under akemenidertiden. Senare monumentalinskrifter innehåller förutom fornpersiskan även en elamitisk och babylonisk version. Dessa texter är mycket likartade, så att simultanöversättningar är möjliga. 
Flera tusen elamitiska förvaltningstexter från tiden 500–450 f.Kr. har hittats i arkiven i Persepolis, författade av de elamitiska skrivarna och bokhållarna i det akemenidiska rikskansliet. Att dessa texter hade stor spridning visas av att fragment av denna textgrupp har hittats i Kandahar i Afghanistan.

## Klassificering
En orsak till svårigheten att tyda elamitiska texter är att elamitiskan som språk är uppenbart isolerat och att det därmed inte kan göras etymologiska jämförelser med besläktade språk. Några tidiga försök att förbinda språket med sumeriskan gavs snabbt upp. Även jämförelser med kassiternas och gutéernas språk, som också härstammar från det iranska höglandet, har övergivits på grund av den ytterst begränsade kunskapen om dessa språk. Hypotesen om en släktskap med de dravidiska språken tedde sig dock genomgående mycket lovande. 
R. A. Caldwell förmodade redan 1856 att elamitiskan var besläktad med de dravidiska språken. Denna hypotes togs upp igen på 1970-talet och företräddes framför allt av David W. McAlpin, som i sitt sammanfattande huvudverk från 1981 utgår från en elamo-dravidisk språkfamilj, som man också benämner "zagrosisk", efter dess hypotetiska urhem i Zagrosbergen. Som motivering för den elamo-dravidiska släktskapen anförs följande överensstämmelser mellan elamitiskan och proto-dravidiskan (de båda första är dock rent typologiska och kan därför inte bidra mycket till att lösa frågan om släktskap): 
- Båda språken är agglutinerande och nästan uteslutande suffix används.
- Verbalmorfologins struktur överensstämmer i stor utsträckning.
- Vissa nominalsuffix är likartade (pronomen för 2:a person, framför allt kasussuffix).
- Det elamitiska suffixet /-ka/ för bildning av nomina actionis har dravidiska motsvarigheter.
- Det elamitiska perfektsuffixet /-ta/ motsvarar det dravidiska participsuffixet.
- McAlpin har uppställt över 80 elamitisk-dravidiska lexikala överensstämmelser.[6]

Ändå har både elamister och dravidologer stora reservationer inför den elamo-dravidiska hypotesen, om de inte rentav avfärdar den.
Om den tes som uppställts av andra forskare (till exempel B. W. A. Fairservis 1992, A. Parpola 1994) är korrekt, att det (hittills okända) språket i Induskulturen också är dravidiskt, ges även en förbindelse mellan Elam och Induskulturen, i synnerhet som den protoelamitiska bildskriften (se ovan) från början av 3:e årtusendet hade stora likheter i teckenuppsättningen med Induskulturens skrift, som hittills också är odechiffrerad.
V. Blažek kritiserade på 1990-talet de flesta av McAlpins elamitisk-dravidiska ordjämförelser och uppställde å sin sida över hundra etymologier som skulle belägga en släktskap mellan elamitiskan och de afroasiatiska språken. Då han inte bestrider de elamo-dravidiska morfologiska likheter som McAlpin hade funnit, flyttar han elamitiskan till det större sammanhanget den nostratiska makrofamiljen, som enligt hans åsikt förutom de dravidiska, indoeuropeiska, uraliska, altaiska och sydkaukasiska språk även omfattar de afroasiatiska språken (den sista betraktas av nostratikerna idag oftast som självständig). Även denna utvidgade hypotes har endast få anhängare utanför kretsen "nostratiker".
Av större betydelse är den omfattande artikeln av George Starostin On the Genetic Affiliation of the Elamite Language (2002), som undersöker och kritiserar såväl McAlpins arbeten som Blažeks teser. De elamo-dravidiska morfologiska likheterna tyder också han (som Blažek) i samband med en mycket mer omfattande nostratisk släktskap istället för en tvåsidig elamo-dravidisk släktskap. Starostin visar exempelvis att de kasussuffix som anförs av McAlpin faktiskt förekommer i mer likartad form och funktion även i de uraliska, altaiska och sydkaukasiska språken. Han bedömer nästan alla de båda författarnas ordjämförelser, både McAlpins elamo-dravidiska och Blažeks elamo-afroasiatiska, som inte övertygande. 
Istället för dessa presenterar han på basis av Morris Swadeshs 100-ordslista en undersökning av de 54 begrepp på denna lista som förekommer i elamitiskan, och försöker hitta nostratiska, afroasiatiska och sinokaukasiska paralleller. Resultatet är, som väntat, ett mycket stort avstånd mellan elamitiskan och sinokaukasiska språk och ett relativt stort avstånd såväl till nostratiska som till afroasiatiska språk. I synnerhet uppvisar elamitiskan endast mycket få gemensamma drag med de dravidiska språken, som räknas som en gren av de nostratiska. Det finns endast två godtagbara ordekvationer. Starostin utesluter visserligen ingen ursprunglig släktskap mellan elamitiskan och dessa makrogrupperingar, men denna måste ligga i en mycket avlägsen forntid. Efter McAlpins arbeten har den specifika elamo-dravidiska hypotesen heller inte längre fått uttryckligt stöd från någon forskare.

## Ljudlära
Den mesopotamiska kilskriften som den anpassades av elamiterna återger stavelsetyperna V, KV, VK och några få KVK (där V står för en vokal och K för en konsonant), och kunde endast villkorligt återge det elamitiska språket adekvat. Till exempel kunde elamitiskans relativt vanliga konsonantkluster bara återges ungefärligt och ofullkomligt genom inskjutning av stumma vokaler. Nasalering, som kan anas ur skriftvarianterna te-em-ti och te-ip-ti för tempti "herr", kan oftast inte återges alls. Det går endast med möda att ur skriften rekonstruera elamitiskans fonembestånd, som uppenbart avviker kraftigt från sumeriskans och akkadiskans. Det finns uppenbarligen ingen fonematisk motsättning "tonlös" gentemot "tonande", det vill säga ingen åtskillnad i uttal mellan tecknen för /p/ – /b/, /t/ – /d/ och /k/ – /g/. Detta gjorde att stavningen av konsonanterna varierade: till exempel du-ni-h och tu-ni-h för "jag gav". Vilket uttal som elamiterna verkligen använde känner man från skrivningen av elamitiska egennamn hos  babylonierna och assyrierna. Av dessa kan snarast den tonande varianten antas.
Det finns endast fyra vokaler i elamitiskan, nämligen /a, i, u, e/. Följande schema ger en förenklad översikt över de rekonstruerbara konsonanterna (avvikande uttal inom [ ]).
Elamitiskans konsonanter
| p/b [b] |         | t/d [d] |   | k/g [g] |
|         |         | s       | š |         |
|         | (w/v/f) |         |   | h [x]   |
| m       |         | n       |   |         |
|         |         | l       | r |         |

Transkriptionstecknet /h/ står för ett fornorientaliskt /ḫ/. Det uttalas som tyskans /ch/. (Detta gäller dock bara för de äldre språkfaserna. I nyelamitiskan är /h/ ofta stumt och kan även bortfalla.)
Hos Krebernik 2005 bortfaller i transkriptionen konsonanterna /b/, /d/ och /g/. I gengäld tillkommer fonematiskt relevanta dubbelkonsonanter /pp, tt, kk, hh, šš, ll, rr, mm, nn/, vilka dock inte alla är säkerställda, dessutom med förbehåll konsonanterna /z/ (med /zz/) och /ŋ/ (med /ŋŋ/) och halvvokalen /j/.

## Grammatik
Elamitiskan är ett agglutinerande språk, som använder suffix, enklitika och postpositioner. Kasussuffix som utvecklats ur postpositioner finns först i senelamitisk tid. De äldre språkstadierna urskiljer kasus endast vid personliga pronomen (nominativ och ackusativ, se nedan). Artikel saknas. Elamitiska är inte ett ergativspråk, precis som svenska och en majoritet av världens moderna språk. Subjektet i en sats eller mening påverkas inte om handlingen är transitiv, och har ett objekt ("äta, skjuta, ge") eller är intransitiv och saknar objekt ("springa, dö, sova"; intransitiv). Å andra sidan kan det inte heller betecknas som ett typiskt nominativ-ackusativ-språk, då denna kasusåtskillnad först endast gäller pronomen och endast i en mycket sen fas genom sekundärbildningar även är belagd för substantiv. Det var länge omdiskuterat huruvida elamitiskan var ett ergativspråk eller inte.
Syntaktiska förhållanden uttrycks genom ordföljd, men framför allt genom så kallade betydelse- och kongruensmärken. Ett exempel på detta från nominalmorfologin:
X sunki-r hatamti-r … "X, kungen (sunki-) av Elam (hatamti-), …"
u sunki-k hatamti-k … "jag, kungen av Elam, …"
I den första frasen rör det sig hos sunki- om betydelseklassen delokutiv ("den-klass", en utsaga görs om kungen), som kännetecknas med suffixet /-r/. Detta suffix tas upp igen vid attributet hatamti-, varigenom nominalfrasen hakas fast till en enhet. I den andra frasen rör det sig hos huvudordet sunki- om lokutiv ("jag-klassen") – markerat med /-k/ –, som likaså återupptas vid attributet. De olika betydelse- och kongruensmärkenas form och funktion förklaras och beläggs utförligt i avsnittet om nominalmorfologi. 
Nominalfraser har alltid ordningsföljden huvudord – attribut, där attributen kan vara substantiv (motsvarande svenskans genitiv), adjektiv, possessiva pronomen och relativsatser. Ända till relativsatserna hakas attributen ihop med huvudordet på ovan beskrivna sätt genom kongruensmärken. 
Ordföljden är på grund av avsaknaden av kasusåtskillnad strängt fastlagd och följer i huvudsak SOV-schemat (subjekt – objekt – predikat). Mellan subjekt och predikat kan infogas direkta och indirekta objekt, adverbialbestämningar, negationspartikel och resumptiva pronomen (som innehåller en tillbakasyftning på subjekt eller objekt). Exempel:
u (TITEL) B kuši-h G1 ak G2 ap-u-i-n tuni-h
"jag (TITEL) B-et bygger-jag (kuši-h), åt gudarna G1 och G2 - åt dem (ap) jag (u) det (i-n) - gav-jag (tuni-h)"
"jag (TITEL) byggde (byggnadsverket) B och donerade det till gudarna G1 och G2"
Den enklitiska partikeln /-a/ markerar slutet på fraser och satser. Satsinledande partiklar används endast sällsynt i de äldre språkstadierna. 

### Substantiv
Alla substantiv indelas i elamitiskan framför allt i två huvudklasser (grammatiska genus), nämligen personklassen (PK) och sakklassen (SK). Därutöver tillordnas de en eller flera betydelseklasser. Denna tillordning sker implicit (utan igenkännligt kännetecknande genom ett suffix) eller explicit med ett betydelseklassuffix.
Några exempel på en implicit (suffixlös) tillordning är substantiven ruh "människa", atta "far", amma "mor", 
iki "bror", sutu "syster", šak "son", pak "dotter", 
zana "härskarinna", elt(i) "öga", siri "öra", kir eller kur "hand", pat "fot", kik "himmel", mur(u) "jord", hiš "namn" och hutt "verk". För omarkerade substantiv framgår inte betydelseklassen i alla grammatiska sammanghang. Tillhörigheten blir uppenbar i kongruens, den form som kombination, med attribut eller predikat.
De explicita betydelsemärkena (suffixen) är /-k, -t, r, -p, -me, -n; -m, -š/. Dessa används alla – förutom de båda sista /-m/ och /-š/ – även som kongruensmärken (förklaring och exempel se nedan).
En särskild roll spelar de fyra märkena /-k, -t, -r, -p/ vid substantiven i personklassen: de används till att beteckna lokutiv (jag-klassen), allokutiv (du-klassen) och delokutiv (han/hon-klassen), varvid delokutiv urskiljer singular och plural. Den exakta användningen visas i följande tabell.
De markerade betydelseklasserna hos substantiv av personklassen
| Beteckning    | Suffix | Exempel | Betydelse        |
| ------------- | ------ | ------- | ---------------- |
| lokutiv       | -k     | sunki-k | jag, kungen      |
| allokutiv     | -t     | sunki-t | du, kungen       |
| delokutiv sg. | -r     | sunki-r | (han,) kung(en)  |
| delokutiv pl. | -p     | sunki-p | (de,) kungar(na) |

Märket /-me/ har en abstraherande funktion, som de följande exemplen visar:
sunki-me "kungarike";   till sunki- "kung"
lipa-me "tjänst";   till lipa- "tjänare"
husa-me "skog";   till husa- "trä, träd"
Med märket /-n/ kännetecknas platser och ortnamn, till exempel siya-n "tempel" (till siya "se"; templet är alltså "seendets plats", vilket exakt motsvarar betydelsen av latinets templum.) Många ortnamn, som Anwan, Anshan, och Shusha(n), innehåller suffixet /-n/. Funktionen hos de andra märkena – som inte används för kongruensmarkeringen – kan inte längre allmänt fastläggas.
Några exempel på användningen av betydelse- och kongruensmärken: 
X sunki-r hatamti-r
"X, kungen (sunki-) av Elam (hatamti-) …" (delokutiv sg.)
u sunki-k hatamti-k
"jag, kungen av Elam …" (lokutiv)
takki-me u-me
"mitt (u) liv (takki)" (me-klassen)
takki-me sutu hanik u-ri-me
"liv syster (sutu) älskad (hanik) jag (u)- hennes (ri) - avseende på takki genom -me"
"min älskade systers liv"
siya-n G zana hute-hiši-p-ri-ni
"tempel (siya-n) G, härskarinna (zana) de ädla (hute-hiši-p) - avseende på zana genom ri (delok.) - avseende på siya-n genom ni (n-klassen)"
"gudinnan G:s, de ädlas härskarinnas, tempel"

### Pronomen
De personliga pronomenen urskilde redan i gammalelamitisk tid två kasus, nominativ och ackusativ. Ackusativ bildades oftast genom tillägg av /-n/. Det finns äldre och yngre former. De äldre har oftast vokalen /i/, som i de ny- och senelamitiska formerna övergår i /u/ (en ljudförändring som är allmänt observerad i elamitiskan). Följande tabell visar de yngre formerna av de personliga pronomenen. 
De yngre formerna av de personliga pronomenen
| Person | nom.sg. | ack.sg. | nom.pl. | ack.pl.  |
| ------ | ------- | ------- | ------- | -------- |
| 1      | u       | u(-n)   | nuku    | nuku(-n) |
| 2      | nu      | nun     | numi    | numi(-n) |
| 3 PK   | i-r     | i-r     | ap(pi)  | appin    |
| 3 SK   | i(-n)   | i(-n)   | .       | .        |

/ir/ och /in/ står som resumptiva pronomen, som förmedlar en hänvisning tillbaka på subjektet eller objektet, före finita verbformer,  som subjekt eller objekt beroende på konjugationstyp. 
Efterställda personliga pronomen blir genom användning av kongruensmärkena (se ovan) till possessiva. 
Följande är exempel på detta:
| Fras                     | Översättning            | Förklaring                    |
| ------------------------ | ----------------------- | ----------------------------- |
| napi-r u-ri              | min gud                 | delokutiv sg.                 |
| napi-r nuku-ri           | vår gud                 | delokutiv sg.                 |
| napi-p u-pi              | mina gudar              | delokutiv pl.                 |
| takki-me u-me            | mitt liv                | me-klass                      |
| rutu ni-ri               | din maka                | delokutiv sg., rutu suffixlös |
| ayani-p nika-p(i)        | våra släktingar         | delokutiv pl.                 |
| siyan appi-me            | ert tempel              | siyan här me-klass            |
| takki-me puhu nika-me-me | våra efterkommandes liv | dubbel me-klass               |

Det sista exemplet har ett dubbelt -me-suffix, där det hänvisas såväl till puhu "efterkommande" – som självt implicit hör till me-klassen – som till takki "liv".

### Verb
Många rötter kan i elamitiskan användas substantiviskt eller verbalt, till exempel me "baksida" och "följa", tu "egendom" och "ta". De flesta verbstammar slutar på vokal. I de äldre språkfaserna finns även konsonantiskt utljud. 
Enligt Steiner 1990 kan reduplikation av första stavelsen hos vissa verb ange subjekt eller objekt i plural, men även handlingens "pluralitet" (alltså dess upprepning). Denna tolkning är dock inte allmänt erkänd. I det sammanhanget kan det förekomma ljudförändringar (till exempel elision av stamvokalen). Några exempel på denna stammodifikation genom reduplikation av anljudsstavelsen är sammanställda i följande tabell. 
Exempel på verb med stammodifikation
| enklare stam | modifierad stam | betydelse |
| ------------ | --------------- | --------- |
| li           | lili            | ge        |
| ta           | tatta           | ställa    |
| hapu         | hahpu           | höra      |
| hutta        | huhta           | göra      |
| kazza        | kakza/i         | smida     |
| kela         | kekla           | befalla   |
| kuti         | kukti           | bära      |
| kuši         | kukši           | uppbygga  |
| peli         | pepli           | grunda    |
| pera         | pepra           | läsa      |
| turu         | tutri           | säga      |
| tallu        | tatallu         | skriva    |

Elamitiskan har tre enkla konjugationer, som i litteraturen benämns konjugation I, II och III. Alla tre konjugationer har de grammatiska kategorierna person (1-2-3) och numerus (singular och plural).
Konjugation I bildas direkt från verbstammen (enkel eller modifierad) med verbspecifika suffix för person och numerus (av den anledningen heter den också "verbal konjugation"). Formerna i de båda andra konjugationerna avleds med de nominala kongruenssuffixen /-k, -t, -r, -p/ (se ovan) från utvidgade stammar, som man även benämner particip: konjugation II baseras på en /-k/-utvidgning, konjugation III på en /-n/-utvidgning av stammen.
Om konjugationernas betydelsefält (tempus, modus, aspekt, transitivitet, diates) råder idag vittgående, men inte alls fullständig, enighet inom elamistiken. Följande tabell återger den uppskattning som görs i Stolper 2004 (liknande Krebernik 2005), dock ska angivelserna om betydelse förstås med tillägget "gäller oftast".
Bildning och betydelse av de tre elamitiska konjugationerna
| Konjug. | Basis    | Suffix  | Diates        | Transitiv.  | Aspekt      | Tempus         |
| ------- | -------- | ------- | ------------- | ----------- | ----------- | -------------- |
| I       | stam     | verbal  | snarare aktiv | transitiv   | neutral     | förfluten tid  |
| II      | stam + k | nominal | passiv        | intransitiv | perfektiv   | förfluten tid  |
| III     | stam + n | nominal | snarare aktiv | neutral     | imperfektiv | nutid, framtid |

Följande tabeller återger de tre elamitiska konjugationsmönstren. Då det inte finns några pluralformer för lokutiv och allokutiv (se betydelseklasser ovan) bortfaller i konjugationerna II och III formerna för 1:a och 2:a person plural. (De blev tillagda i akemenidisk tid genom omskrivningar.) 
Konjugation I med exemplet kulla "bedja"
| Person | Singular | Plural    |
| ------ | -------- | --------- |
| 1      | kulla-h  | kulla-hu  |
| 2      | kulla-t  | kulla-h-t |
| 3      | kulla-š  | kulla-h-š |

Konjugation II med exemplet hutta "göra"
| Person | Singular    | Plural    |
| ------ | ----------- | --------- |
| 1      | hutta-k-k   | .         |
| 2      | hutta-k-t   | .         |
| 3      | hutta-k(-r) | hutta-k-p |

Konjugation III med exemplet hutta "göra"
| Person | Singular  | Plural    |
| ------ | --------- | --------- |
| 1      | hutta-n-k | .         |
| 2      | hutta-n-t | .         |
| 3      | hutta-n-r | hutta-n-p |

Anmärkning: Alla angivna former har hittills inte belagts. 
Elamitiskan har även modusen optativ (önskeform), imperativ (befallningsform) och prohibitiv (förbudsform). Former av konjugationerna I och II med suffixet /-ni/ (eller /-na/) har optativisk betydelse, till exempel  kulla-h-š-ni "skulle de vilja bedja".
I medelelamitiskan har 2:a person av konjugation I imperativisk funktion (till exempel hap-t(i) "hör!"). I akemenedisk-elamitiska har 3:e person av konjugation I denna funktion. Prohibitiv bildas av konjugation III med prefixet (!) anu- eller ani-, till exempel hupe anu hutta-n-t(i) "gör det (hupe) inte".